# John Amos (Politiker)
Hon. John Vacher Amos (* 20. April 1975) ist ein vanuatuischer Politiker der People’s Progress Party (PPP) und später der Namarakieana Movement (NM), der seit 2012 Mitglied des Parlaments sowie seit 2023 Minister für Justiz und soziale Fürsorge ist.

## Leben
John Vacher Amos absolvierte den Schulbesuch an der Grundschule Saint Jeanne d’Arc, der Mittelschule Lemboroe in Tongoa und das Lycée Lab Vila. Er war danach zwischen 1992 und 2002 Mitarbeiter im Hotel „Le Lagoon“ sowie von 2003 bis 2006 im Hotel „Meredien“, ehe er anschließend als selbständiger Unternehmer tätig war. Bei der Wahl am 30. Oktober 2012 wurde er für die People’s Progress Party (PPP) im Wahlkreis Tongua erstmals zum Mitglied des Parlaments (Palamen blong Vanuatu) gewählt und gehört diesem seither an. Zurzeit ist er Mitglied der Namarakieana Movement (NM).
Am 9. Oktober 2023 wurde Amos in das zweite Kabinett von Premierminister Charlot Salwai berufen und bekleidet in diesem seither das Amt als Minister für Justiz und soziale Fürsorge (Minister of Justice and Social Welfare).